# Turn Around, Look at Me (EP)

## Felvételek
Turn Around, Look at Me: 1964. szeptember, Festival Studio, Sydney 
Everyday I Have to Cry: 1965. február, Festival Studio, Sydney 
Wine and Women: 1965. augusztus, Festival Studio, Sydney 
Peace of Mind: 1964. február, Festival Studio, Sydney

## Közreműködők
- Barry Gibb – ének, gitár
- Robin Gibb – ének
- Maurice Gibb – ének
- stúdiózenészek: dob, gitár, zongora, basszusgitár

## A lemez dalai
- Turn Around, Look At Me (Jerry Capehart) (1961) , mono 2:16, ének: Barry Gibb
- Every Day I Have to Cry  (Arthur Alexander) (1962), mono 2:05, ének: Barry Gibb
- Wine and Women (Barry Gibb) (1965), mono 2:52, ének: Barry Gibb, Robin Gibb
- Peace of Mind (Barry Gibb) (1964), mono 2:20, ének: Barry Gibb